# 怀安站
怀安站是京包客运专线张呼段和张大客运专线的一座车站，位于河北省张家口市怀安县柴沟堡镇北侧，于2019年12月30日启用。

## 车站结构
怀安站为桥正下式车站，总占地面积13720平方米，建筑面积4490平方米，站房长85.5米，宽62.7米，共设有3层，其中高架层为站台及轨行区，设2座站台及6股道。站房南侧设有站前广场。